# (95683) 2002 JA
(95683) 2002 JA là một tiểu hành tinh vành đai chính. Nó được phát hiện bởi Robert H. McNaught ở Đài thiên văn Siding Spring ở Coonabarabran, New South Wales, Australia, ngày 2 tháng 5 năm 2002.